# Gauschla
Die Gauschla  ist ein 2310 m ü. M. hoher Gipfel der Alviergruppe im Schweizer Kanton St. Gallen.
Er steht als erster Zweitausender dieser ganzen Kette über der Tal-Teilung von Sargans, ist von dort allerdings wegen des über Sargans aufragenden Vorgipfels Gonzen nicht sichtbar. Der Berg liegt vollständig auf dem Gebiet der Rheintaler Gemeinde Wartau, welche auch die Hochebene von Palfris über dem westlich gelegenen Seeztal umfasst.
Der Gipfel liegt am oberen Ende der Chammegg (früher Kammegg) und wurde als Triangulationspunkt verwendet.

## Charakteristik
Alle Erhebungen des Gebiets Werdenberg fallen nach Westen steil ab und verlaufen nach Osten deutlich sanfter.
Die Gipfel-Kette der Alviergruppe zieht sich weiter über den Alvier via den Fulfirst in Richtung Gamsberg, um dann über den nach Westen auskragenden Sichelchamm in die Kette der Churfirsten überzugehen. Die Gipfel bleiben auf den gesamten etwa 15 Kilometern Länge zwischen 2200 und 2380 m ü. M. hoch, um dann am westlichen Ende vom Selun abzusinken.